# 2010年の労働界
2010年の労働界（2010ねんのろうどうかい）では、2010年（平成22年）の労働運動、労働環境、雇用、賃金など労働分野に関する出来事について記述する。

## できごと

### 3月
- 3月31日 - 私のしごと館が閉館。

### 4月
- 4月1日 - 改正労働基準法、改正雇用保険法施行。

### 8月
- 8月5日 - 厚生労働省が2010年度の最低賃金の全国平均15円引き上げ全国平均728円とする事を決定。

### 11月
- 11月15日 - 経営再建中の日本航空が計250人の整理解雇を行うと発表